# Championnat du Népal de football 2012-2013
Navigation
Saison précédente Saison suivante
La saison 2012-2013 du Championnat du Népal de football est la quarante-et-unième édition de la A Division League, le championnat de première division au Népal. Les seize formations sont réunies au sein d'une poule unique où elles s'affrontent une fois au cours de la saison. Les huit premiers disputent la Super League pour le titre tandis que les trois derniers du classement final sont relégués en deuxième division. Toutes les rencontres sont disputées au Stade Dasarath Rangasala. 
C'est le Three Star Club qui remporte la compétition cette saison après avoir terminé en tête du classement final, avec deux points d'avance sur Manang Marsyangdi Club et quatre sur le Nepal Army Club. Il s'agit du quatrième titre de champion du Népal de l'histoire du club.

## Les clubs participants
- New Road Team
- Manang Marsyangdi Club
- Rani Pokhari Corner Team
- Yeti Himalayan Sherpa Club
- Jawalakhel Youth Team
- Sankata Boys Sports Club
- Mahindra Bansbari FC
- Nepal Army Clu
- Népal Police Club
- Nabil Three Star Club
- Friends Club - Promu de D2
- Nepal Armed Police Force Team - Promu de D2
- Machhindra FC - Promu de D2
- Boudha FC - Promu de D2
- Iceberg Madhayapur Youth Association - Promu de D2
- Saraswoti Youth Club - Promu de D2

## Compétition
Le barème de points servant à établir les différents classements se décompose ainsi :
- Victoire : 3 points
- Match nul : 1 point
- Défaite : 0 point

### Première phase
| Rang | Équipe                                | Pts | J  | G  | N | P  | Bp | Bc | Diff |
| ---- | ------------------------------------- | --- | -- | -- | - | -- | -- | -- | ---- |
| 1    | Nabil Three Star Club                 | 35  | 15 | 11 | 2 | 2  | 31 | 7  | +24  |
| 2    | Nepal Army Club                       | 28  | 15 | 8  | 4 | 3  | 19 | 6  | +13  |
| 3    | Machhindra FCP                        | 27  | 15 | 8  | 3 | 4  | 22 | 16 | +6   |
| 4    | Rani Pokhari Corner Team              | 26  | 15 | 8  | 2 | 5  | 24 | 17 | +7   |
| 5    | Manang Marsyangdi Club                | 26  | 15 | 7  | 5 | 3  | 25 | 13 | +12  |
| 6    | New Road Team                         | 26  | 15 | 7  | 5 | 3  | 26 | 14 | +12  |
| 7    | Friends ClubP                         | 25  | 15 | 6  | 7 | 2  | 20 | 8  | +12  |
| 8    | Népal Police ClubT                    | 23  | 15 | 6  | 5 | 4  | 14 | 12 | +2   |
| 9    | Saraswoti Youth ClubP                 | 23  | 15 | 7  | 2 | 6  | 27 | 25 | +2   |
| 10   | Yeti Himalayan Sherpa Club            | 22  | 15 | 7  | 1 | 7  | 19 | 17 | +2   |
| 11   | Sankata Boys Sports Club              | 20  | 15 | 5  | 5 | 5  | 12 | 15 | -3   |
| 12   | Nepal Armed Police Force Team         | 16  | 15 | 5  | 1 | 9  | 18 | 32 | -14  |
| 13   | Jawalakhel Youth Team                 | 14  | 15 | 4  | 2 | 9  | 16 | 26 | -10  |
| 14   | Iceberg Madhayapur Youth AssociationP | 13  | 15 | 3  | 4 | 8  | 12 | 21 | -9   |
| 15   | Mahindra Bansbari FCP                 | 6   | 15 | 1  | 3 | 11 | 13 | 42 | -29  |
| 16   | Boudha FCP                            | 4   | 15 | 1  | 1 | 13 | 11 | 38 | -27  |

|  | Qualification pour la Super League                 |
|  | Relégation en deuxième division                    |
|  | T : Tenant du titre P : Promu de deuxième division |

### Super League
Les clubs conservent les points acquis lors de la première phase.
| Rang | Équipe                   | Pts | J  | G  | N  | P  | Bp | Bc | Diff |
| ---- | ------------------------ | --- | -- | -- | -- | -- | -- | -- | ---- |
| 1    | Nabil Three Star Club    | 43  | 22 | 13 | 4  | 5  | 38 | 14 | +24  |
| 2    | Manang Marsyangdi Club   | 41  | 22 | 11 | 8  | 3  | 36 | 16 | +20  |
| 3    | Nepal Army Club          | 39  | 22 | 11 | 6  | 5  | 27 | 13 | +14  |
| 4    | Friends ClubP            | 37  | 22 | 9  | 10 | 3  | 30 | 15 | +15  |
| 5    | New Road Team            | 35  | 22 | 10 | 5  | 7  | 33 | 23 | +10  |
| 6    | Machhindra FCP           | 34  | 22 | 9  | 7  | 6  | 26 | 23 | +3   |
| 7    | Népal Police ClubT       | 32  | 22 | 8  | 8  | 6  | 21 | 19 | +2   |
| 8    | Rani Pokhari Corner Team | 30  | 22 | 9  | 3  | 10 | 27 | 27 | 0    |

|  | Qualification pour la Coupe du président de l'AFC 2013 |
|  | T : Tenant du titre P : Promu de deuxième division     |

## Bilan de la saison
| Championnat du Népal de football 2012-2013 |                                      |
| Champion                                   | Three Star Club (4e titre)           |
| Qualifications continentales               |                                      |
| Coupe du président de l'AFC 2013           | Three Star Club                      |
| Promotions et relégations                  |                                      |
| Promus en A Division League                | Aucun                                |
| Relégués en B Division League              | Iceberg Madhayapur Youth Association |
| Relégués en B Division League              | Mahindra Bansbari FC                 |
| Relégués en B Division League              | Boudha FC                            |